# Лајмјала (општина)
Општина Лајмјала (ест. Laimjala vald) рурална је општина у југоисточном делу округа Сарема на западу Естоније.
Општина обухвата југоисточни део острва Сареме и заузима територију површине 116 km2. Граничи се са општином Појде на истоку и северу и са општином Ваљала на западу.
Према статистичким подацима из јануара 2016. на територији општине је живело 692 становника, или у просеку око 6 становника по квадратном километру.
Административни центар општине налази се у селу Лајмјала у ком живи око стотињак становника.
На територији општине налазе се 24 села. 